# Філіппо Ранокк'я
Філіппо Ранокк'я (італ. Filippo Ranocchia, нар. 14 травня 2001, Перуджа) — італійський футболіст, півзахисник клубу «Палермо».
Був гравцем молодіжної збірної Італії.

## Клубна кар'єра
Вихованець клубу «Перуджа» з однойменного рідного міста. 30 січня 2019 року Філіппо підписав контракт із «Ювентусом», але залишився в «Перуджі» на правах дворічної оренди. Дебютував за «Перуджу» у Серії B 30 березня 2019 року у грі проти «Ліворно», вийшовши на замуну на 88-й хвилині замість Марчелло Фальцерано.
2 вересня 2019 року оренду було достроково припинено, і Ранокк'я приєднався до молодіжної команди «Ювентус U23», що виступала у Серії С. У складі юнацької команди туринців брав участь в Юнацькій лізі УЄФА 2019/20, провівши на турнірі 6 зустрічей і забивши 1 гол, а туринці дійшли до 1/8 фіналу.
У сезоні 2020/21 вперше був викликаний в основну команду. 17 січня 2021 вперше потрапив у заявку на поєдинок Серії А проти «Інтернаціонале», однак залишився в запасі.
Сезон 2021/22 відіграв в оренді у друголіговій «Віченці», а наступного сезону дебютував у Серії A, де також на орендних правах грав за «Монцу». На сезон 2023/24 був відданий в оренду до іншого представника елітного дивізіону — «Емполі».
18 січня 2024 року перейшов у «Палермо», підписавши угоду на чотири з половиною роки.

## Виступи за збірні
2021 року провів одну гру у складі юнацької збірної Італії (U-20).
Протягом 2021–2022 років залучався до складу молодіжної збірної Італії. На молодіжному рівні зіграв у 3 офіційних матчах.

## Статистика виступів

### Статистика клубних виступів
Станом на 18 березня 2023
| Сезон                   | Команда                 | Чемпіонат               | Чемпіонат | Чемпіонат | Національний кубок | Національний кубок | Національний кубок | Континентальні кубки | Континентальні кубки | Континентальні кубки | Інші змагання | Інші змагання | Інші змагання | Усього | Усього |
| Сезон                   | Команда                 | Ліга                    | Ігор      | Голів     | Ліга               | Ігор               | Голів              | Ліга                 | Ігор                 | Голів                | Ліга          | Ігор          | Голів         | Ігор   | Голів  |
| ----------------------- | ----------------------- | ----------------------- | --------- | --------- | ------------------ | ------------------ | ------------------ | -------------------- | -------------------- | -------------------- | ------------- | ------------- | ------------- | ------ | ------ |
| січ.-черв. 2019         | «Перуджа»               | B                       | 1+1       | 0         | КІ                 | 0                  | 0                  |                      | -                    | -                    |               | -             | -             | 2      | 0      |
| серп. 2019              | «Перуджа»               | B                       | 0         | 0         | КІ                 | 2                  | 0                  |                      | -                    | -                    |               | -             | -             | 2      | 0      |
| Усього за «Перуджу»     | Усього за «Перуджу»     | Усього за «Перуджу»     | 2         | 0         |                    | 2                  | 0                  |                      | -                    | -                    |               | -             | -             | 4      | 0      |
| вер. 2019–20            | «Ювентус U23»           | C                       | 1         | 0         | -                  | -                  | -                  |                      | -                    | -                    |               | -             | -             | 1      | 0      |
| 2020–21                 | «Ювентус U23»           | C                       | 29+2      | 3+1       | -                  | -                  | -                  |                      | -                    | -                    |               | -             | -             | 31     | 4      |
| Усього за «Ювентус U23» | Усього за «Ювентус U23» | Усього за «Ювентус U23» | 32        | 4         |                    | 0                  | 0                  |                      | -                    | -                    |               | -             | -             | 32     | 4      |
| 2021–22                 | «Віченца»               | B                       | 30+2      | 1+0       | КІ                 | 2                  | 0                  |                      | -                    | -                    |               | -             | -             | 32     | 1      |
| 2022–23                 | «Монца»                 | A                       | 14        | 1         | КІ                 | 2                  | 0                  |                      | -                    | -                    |               | -             | -             | 16     | 1      |
| Усього за кар'єру       | Усього за кар'єру       | Усього за кар'єру       | 80        | 6         |                    | 6                  | 0                  |                      | -                    | -                    |               | -             | -             | 86     | 6      |